# E&H production
株式会社E&H production（イーアンドエイチプロダクション、英: E&H Production Co., Ltd.）は、日本のアニメ制作会社。

## 略歴
2021年3月、スタジオコメットを経て、MAPPAで『牙狼〈GARO〉-VANISHING LINE-』や『THE GOD OF HIGH SCHOOL ゴッド・オブ・ハイスクール』『呪術廻戦』の監督を務めた朴性厚が同じく同社で活動した清水久敏や佐野誉幸、西澤千恵など一部スタッフと共に独立し設立。
2022年、本社を東京都中野区江原町2丁目18番16号 2階から声優事務所のプロ・フィットが入居していた同区本町1丁目13番18号 中野坂上トーセイビル3階へ移転。

## 作品履歴

### テレビアニメ
| 開始年 | 放送期間  | タイトル                      | 監督     | シリーズ構成 | アニメーション プロデューサー | 原作       |
| ------ | --------- | ----------------------------- | -------- | ------------ | ----------------------------- | ---------- |
| 2024年 | 7月 - 9月 | NINJA KAMUI                   | 朴性厚   | 村越繁       | 久保亨                        | オリジナル |
| 2024年 | 7月 - 9月 | ラーメン赤猫                  | 清水久敏 | 久保亨       | 森谷風海                      | 漫画       |
| 2025年 | 冬        | アンデッドアンラック Winter編 | 朴性厚   | N/A          | 未公表                        | 漫画       |

### Webアニメ
| 配信年 | タイトル                                               | 監督   | シリーズ構成 | アニメーション プロデューサー | 原作         |
| ------ | ------------------------------------------------------ | ------ | ------------ | ----------------------------- | ------------ |
| 2021年 | LittleTwinStars 夏の夜のファンタジー meets キキ&ララ展 | N/A    | N/A          | N/A                           | キャラクター |
| 2024年 | MONSTERS 一百三情飛龍侍極                              | 朴性厚 | 朴性厚       | 森谷風海                      | 漫画         |
| 2025年 | BULLET/BULLET                                          | 朴性厚 | 金田一士     | 未公表                        | オリジナル   |

### 制作協力
| 年     | タイトル                  | 制作元請   | 備考                       |
| ------ | ------------------------- | ---------- | -------------------------- |
| 2021年 | 半妖の夜叉姫 弐の章       | サンライズ | EDアニメーション制作協力   |
| 2022年 | META歌舞伎 Genji Memories | N/A        | 演出・CG制作・脚本制作協力 |

## 関連人物

### アニメーター・演出家
- 朴性厚（代表取締役、監督・アニメーター）
- 三浦唯（監督・演出）
- 赤井方尚（演出・作画監督）
- 佐野誉幸（デザイナー・アニメーター）
- 清水久敏（監督・演出）
- 西澤千恵（演出・アニメーター）

### 制作
- 裵志恩（取締役[1]）
- 久保亨（取締役[1]、プロデューサー）
- 森谷風海（アニメーションプロデューサー）

### その他
- 李周美（撮影監督）
- 鎌田千賀子（色彩設計）
- 菅友彦（3Dディレクター・プロデューサー）
- 雪駄（イラストレーター・デザイナー）
- 天神英貴（メカデザイナー・イラストレーター・声優）
- ルガル・ヤン（美術監督）
- 朴昌楫（3D監督・演出）